# Ilia (periferie-district)
Ilia (Grieks: Ηλεία) is een periferie-district (perifereiaki enotita) in de Griekse regio West-Griekenland, op de Peloponnesos. De hoofdstad is Pyrgos en het periferie-district had 193.133 inwoners (2001).
Het periferie-district valt nagenoeg samen met de historische landstreek Elis (Grieks Ἠλίς) of Eleia.

## Geografie
Het grootste gedeelte van Ilia en Elis wordt in beslag genomen door een vruchtbare kustvlakte waardoor de rivieren Pinios en Alpheüs stromen, op hun weg naar hun monding in de Ionische Zee. Elis grenst in het noorden aan Achaea, in het oosten aan Arcadië en in het zuiden aan Messenië. In het noordoosten bevinden zich de uitlopers van het 2.224 m hoge Erymanthus-gebergte, in het zuiden de 1.345 m hoge Minthi. De oostelijke grens wordt gevormd door de samenvloeiende rivieren Alpheüs en Erymanthus.

## Geschiedenis
Haar bekendheid heeft "het lieflijke" Elis vooral te danken aan de historische site van het Zeus-heiligdom te Olympia, waar nog steeds om de vier jaar de Olympische vlam wordt ontstoken.
In de klassieke periode gold Elis met zijn democratische staatsvorm als een doorn in het oog van Sparta. Tijdens de Peloponnesische Oorlog vormde het tussen 420 en 417 v.Chr. met drie andere staatjes een coalitie tegen de Spartanen, maar het werd in 399 door de Spartaanse koning Agis onder de voet gelopen. In Elis, meer bepaald te Scillus (nu Skillounta), ontving de schrijver Xenophon van de Spartaanse overheid een landgoed als beloning voor bewezen diensten. Hier schreef hij dan ook het grootste deel van zijn werken.
In de Middeleeuwen vormde de westkust van Elis, meer bepaald de streek rond Kyllini (het antieke Cyllene), voor de westerse kruisvaarders een uitvalsbasis van waaruit zij hun verovering van de Morea (= de Peloponnesos) ondernamen. Enkele plaatsnamen herinneren aan de aanwezigheid van (Franse) kruisridders:
- Chlemoutsi is een verbastering van Clermont, de naam van de burcht die Geoffroi II de Villehardouin tussen 1220 en 1223 liet bouwen;
- Andravida herinnert aan Andréville, de middeleeuwse hoofdstad van Morea onder Guillaume de Villehardouin en later onder Guillaume de Champlitte;
- Gastouni dankt zijn naam aan de Frankische baron de Gastogne;
- Cyllene kreeg zijn antieke naam terug, maar was in de Middeleeuwen gekend als Clarence (in het Italiaans: Glarentza)

## Plaatsen[2]
| Plaats          | Hoofdplaats (vroeger) | Postcode               | Gemeente             | Hoofdplaats van de gemeente |
| --------------- | --------------------- | ---------------------- | -------------------- | --------------------------- |
| Alifeira        | Kallithea             | 270 62                 | Andritsaina-Krestena | Krestena                    |
| Amaliada        |                       | 272 00, 270 69, 273 00 | Ilida                | Amaliada                    |
| Andravida       |                       | 270 51                 | Andravida-Kyllini    | Lechaina                    |
| Andritsaina     |                       | 270 61                 | Andritsaina-Krestena | Krestena                    |
| Archaia Olympia |                       | 270 25                 | Archaia Olympia      | Archaia Olympia             |
| Figaleia        | Nea Figaleia          |                        | Zacharo              | Zacharo                     |
| Foloi           | Lalas                 | 270 66                 | Archaia Olympia      | Archaia Olympia             |
| Gastouni        |                       | 273 00                 | Pineios              | Gastouni                    |
| Iardanos        | Vounargo              | 271 00                 | Pyrgos               | Pyrgos                      |
| Kastro-Kyllini  | Kyllini               | 270 68, 270 50         | Andravida-Kyllini    | Lechaina                    |
| Lampeia         |                       | 270 63                 | Archaia Olympia      | Archaia Olympia             |
| Lasiona         | Panopoulo             |                        | Archaia Olympia      | Archaia Olympia             |
| Lechaina        |                       | 270 53                 | Andravida-Kyllini    | Lechaina                    |
| Oleni           | Karatoulas            | 270 64                 | Pyrgos               | Pyrgos                      |
| Pineia          | Simopoulo             | 270 69                 | Ilida                | Amaliada                    |
| Pyrgos          |                       | 271 xx                 | Pyrgos               | Pyrgos                      |
| Skillounta      | Krestena              | 270 55                 | Andritsaina-Krestena | Krestena                    |
| Tragano         |                       | 270 57                 | Pineios              | Gastouni                    |
| Vartholomio     |                       | 270 50                 | Pineios              | Gastouni                    |
| Volakas         | Epitalio              | 270 58                 | Pyrgos               | Pyrgos                      |
| Vouprasia       | Varda                 | 270 52                 | Andravida-Kyllini    | Lechaina                    |
| Zacharo         |                       | 270 54                 | Zacharo              | Zacharo                     |